# Marchin
Marchin ist eine Gemeinde in der belgischen Provinz Lüttich. Sie besteht aus den Ortschaften Marchin und Vyle-Tharoul.

## Gemeindepartnerschaften
- Senones (Frankreich), seit 1962
- Vico del Gargano (Italien), seit 1996
- Vernio (Italien), seit 2006
- Mel (Italien), seit 2016

Zudem bestehen seit 1996 freundschaftliche Beziehungen zu Jettingen in Baden-Württemberg (Partnergemeinde von Senones und Vernio).

## Persönlichkeiten
Der Graphiker Auguste Distave (1887–1947) wurde in Marchin geboren.

## Weblinks

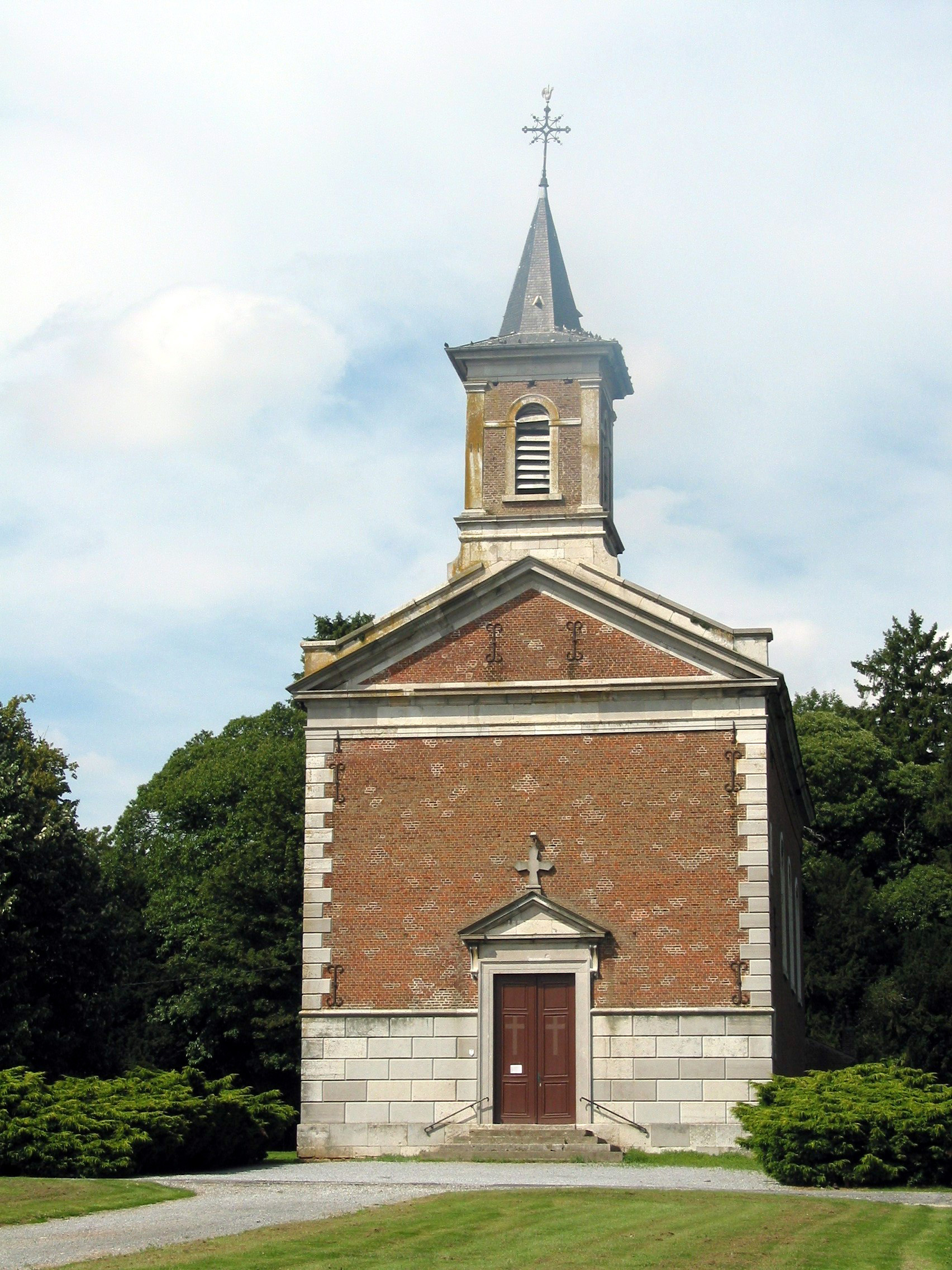
Kirche von Marchin
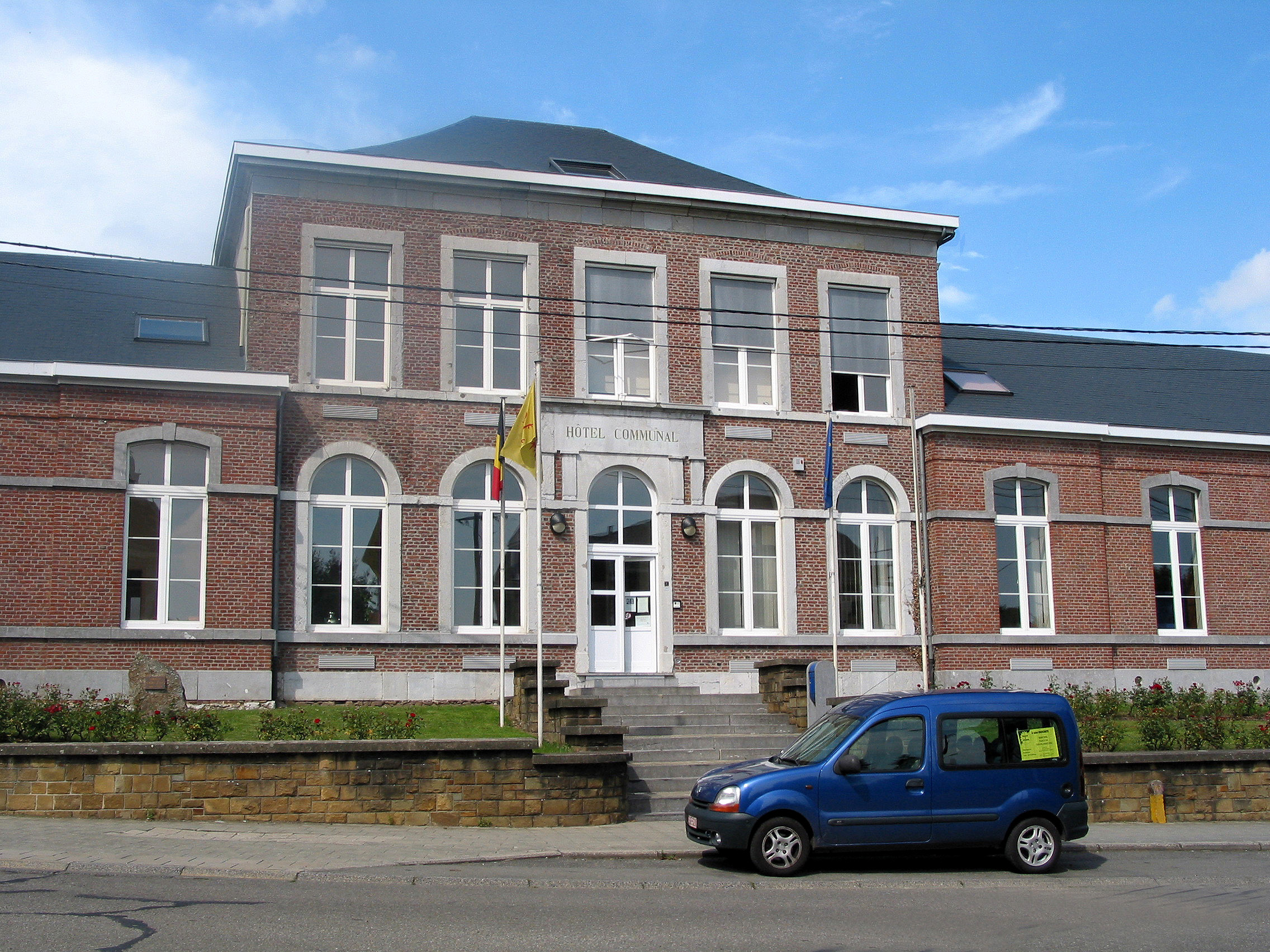
Rathaus
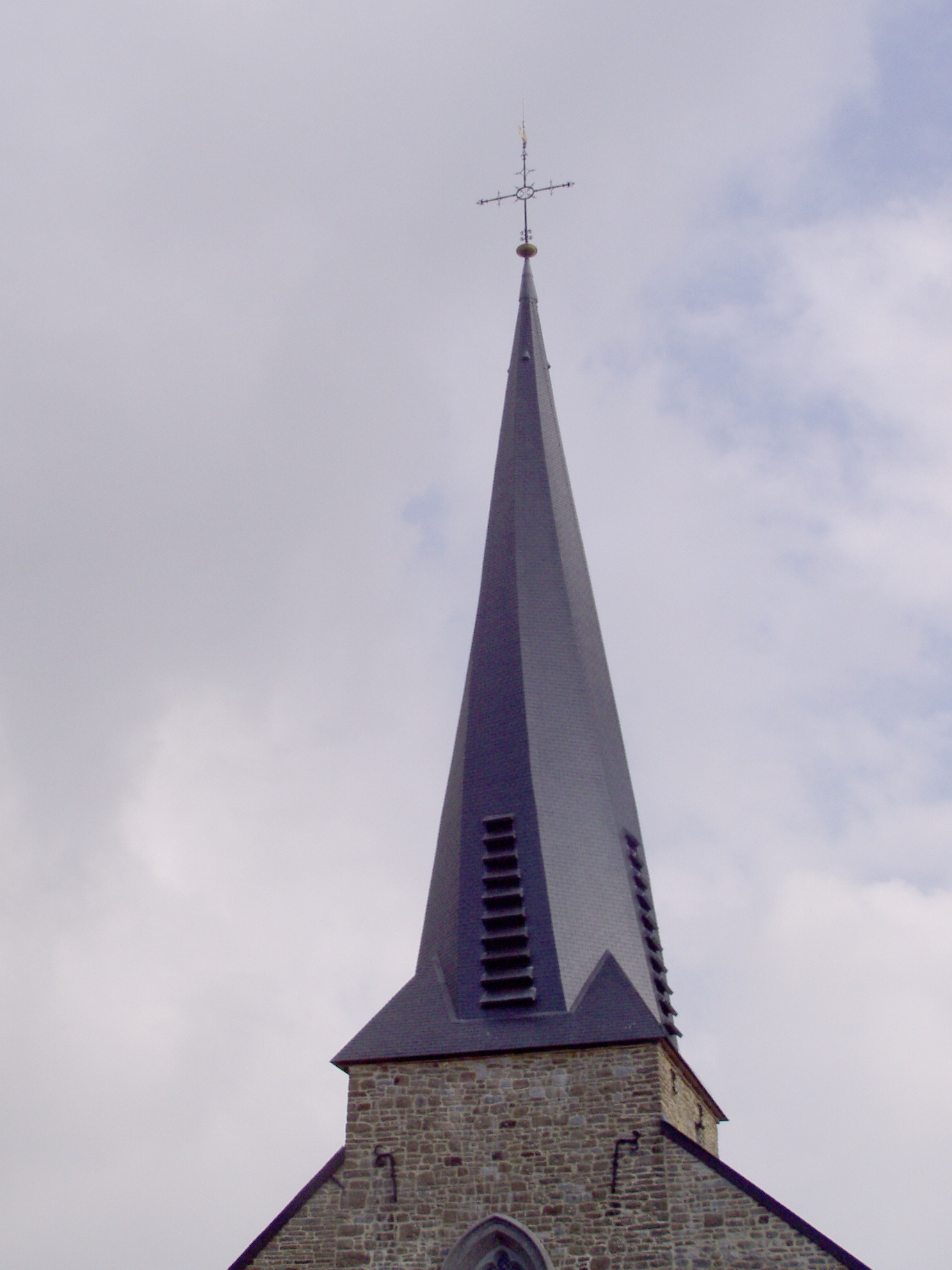
Glockenturm der Kirche von Grand-Marchin
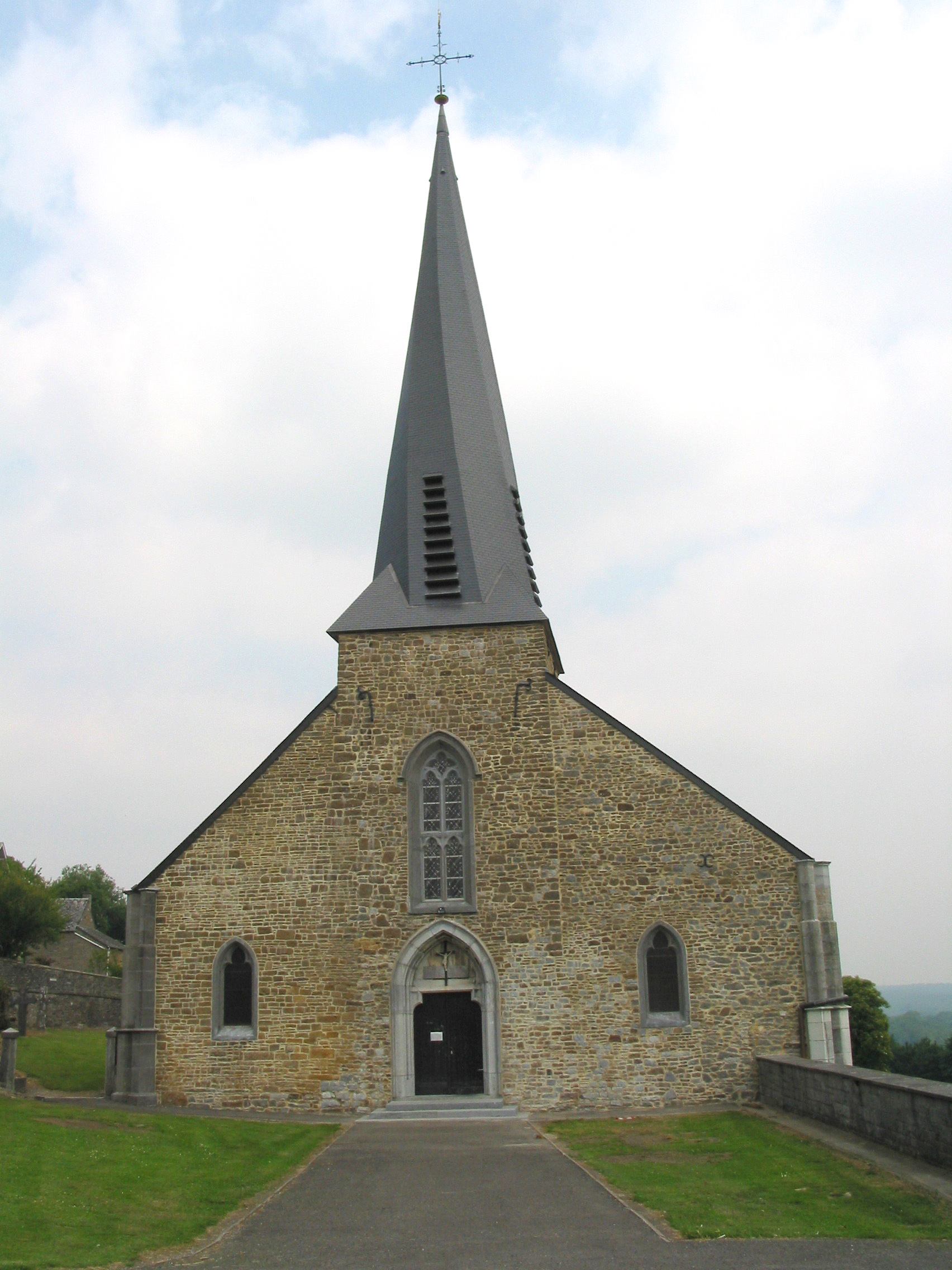
Kirche von Grand-Marchin
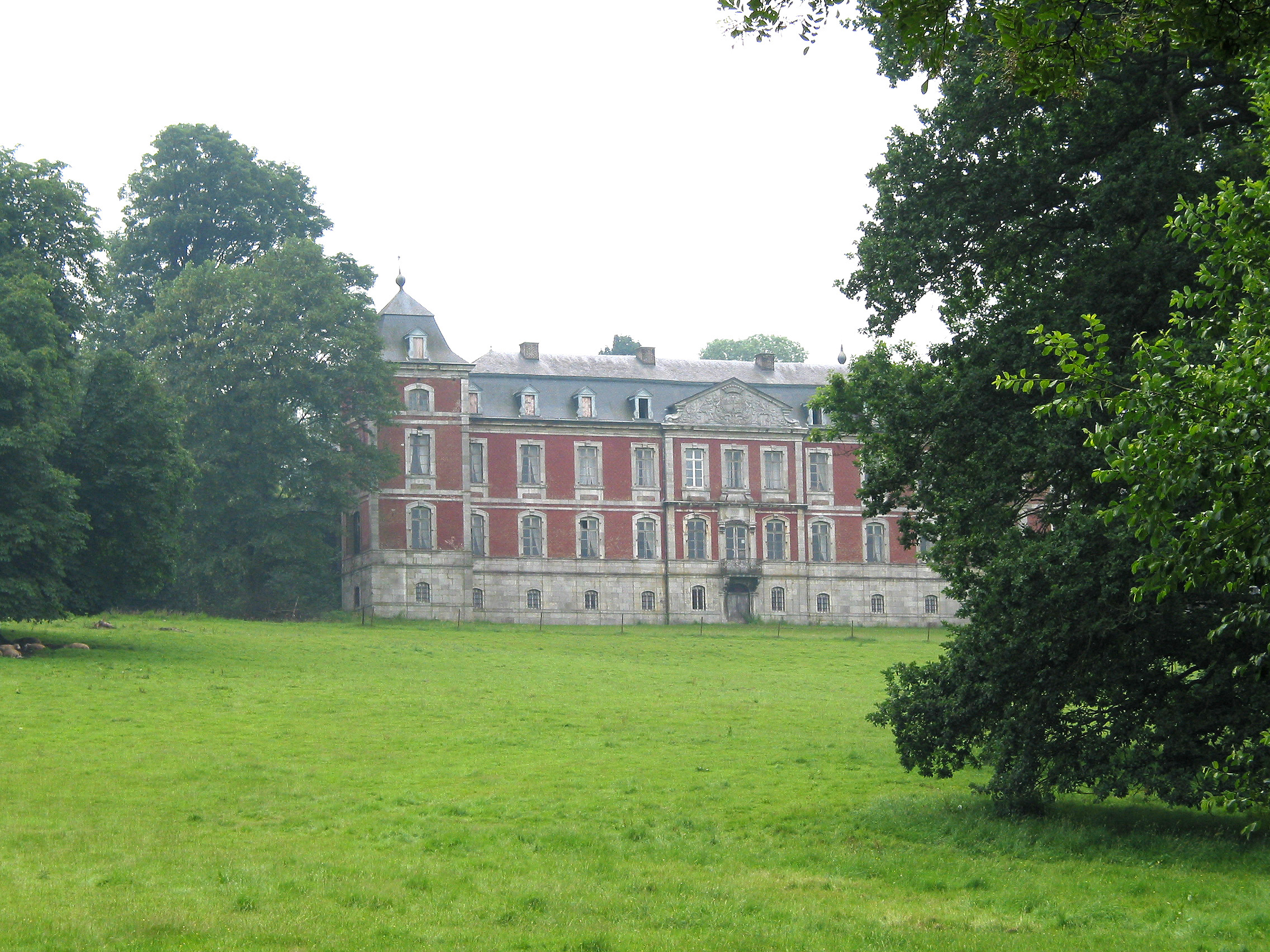
Schloss "Belle-Maison"